# Jeordie White
Jeordie Osborne White (New Jersey, 20 de junio de 1971), conocido artísticamente como Twiggy Ramirez o simplemente Twiggy, es un músico, compositor, productor y cantante estadounidense, conocido principalmente por haber sido bajista de la banda Marilyn Manson, de la que formó parte desde 1993 a 2002, reincorporándose en 2008, hasta que fue finalmente expulsado en 2017. Anteriormente, fue el bajista de A Perfect Circle y miembro de gira de Nine Inch Nails. Actualmente es vocalista e instrumentista en su proyecto personal Goon Moon.

## Biografía
Nativo de Nueva Jersey, se mudó a Florida, donde creció escuchando heavy metal. Tiene tres hermanos menores: Westly, Dustin y Ayden. Su madre Dana fue bailarina para bandas como The Ramones, dando a Jeordie un contacto prematuro con el mundo de la música; su padre, tras un accidente de coche, desapareció cuando él tenía seis años.
Conoció a Brian Warner (Marilyn Manson) a comienzos de la década de 1990 mientras trabajaba en una tienda de discos, antes de que este formara el grupo, aunque no pasó a formar parte del grupo hasta que el bajista anterior, Gidget Gein, fue expulsado del grupo debido a que tuvo que ser hospitalizado por una sobredosis de heroína en 1993.
Antes de Marilyn Manson, fue guitarrista rítmico de una banda de thrash metal de Florida llamada Amboog-A-Lard, compuso en sus dos primeros álbumes y en una serie de conciertos con ellos. Al parecer el estilo de música y su aspecto en este grupo eran muy distintos a los que llevó luego con Marilyn Manson. Dejó el grupo en 1993. 
Fue su mejor amigo durante años y compuso la música de muchos de sus éxitos, como The Beautiful People. Ha tocado varios bajos pertenecientes a bajistas famosos, por ejemplo en el vídeo The Dope Show aparece tocando uno perteneciente a Gene Simmons, bajista de Kiss. También ha tocado con el bajo de Nikki Sixx, de Mötley Crüe. Su nombre artístico Twiggy Ramirez está inspirado en Twiggy, una célebre modelo de los años 1960, y Richard Ramirez, un asesino en serie. 
En 2001, White apareció en un episodio del show MTV Cribs: "Ozzfest Edition". Dejó de formar parte de Marilyn Manson el 29 de mayo de 2002, tras seis discos. Se dice que White se alejó de la banda para preservar la amistad con Manson en vez de pelearse a causa de la nueva dirección que la banda iba a tomar, además que se había convertido en una rutina.
En 2002 adicionó como bajista para Metallica para ser el reemplazo de Jason Newsted. Nunca más lo llamaron ya que Robert Trujillo se quedó con el puesto en la banda, así se puede ver en el documental Some Kind of Monster.
Participó haciendo un cameo en la película Lost Highway de David Lynch, en el papel de estrella del porno, aunque apenas aparece unos segundos. Ganó un premio en Florida a mejor guitarrista rítmico mientras pertenecía a Amboog-A-Lard.

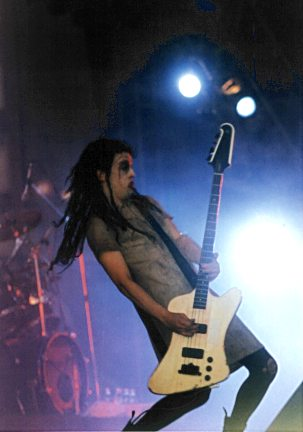
En vivo con Marilyn Manson

Durante su juventud, en la primera época de Marilyn Manson, se distinguió por su ambigüedad sexual, aparecía vestido no ya de mujer sino con vestiditos de niña pequeña, rosas o verdes, que más tarde derivaron en vestidos más sofisticados al tener que adaptarse a los cambios de estética del grupo.
En esa época hizo varias declaraciones a favor de una revolución sexual: "Quiero llegar lo más lejos posible y romper todas las barreras entre hombres y mujeres"... La gente ha de entender que no tienen que elegir entre ser homosexuales, heterosexuales o bisexuales. ¡Hay muchas más opciones entremedias!" "Si no hubiera tenido suerte con la música, probablemente habría sido prostituta." o "Creo que tuve mi primera erección cuando me probé la ropa interior de mi madre". Sin embargo, cuando, para asombro de los fanes, dejó Marilyn Manson, cambió de estética y ahora no quedó en él rastro alguno de ambigüedad sexual.
Ha tenido varias novias famosas como Courtney Love, Kate Moss, Sean Yseult de White Zombie o Jessicka de Jack Off Jill.[cita requerida]
Jeordie forma parte del proyecto Goon Moon y maneja el sitio web Base Tendencies.
Fue el bajista en Thirteenth Step, segundo disco de A Perfect Circle (proyecto musical de Billy Howerdel), y en su gira internacional.
Fue miembro de Nine Inch Nails desde 2005 hasta 2007. Antes de la gira de Live: With Teeth de 2005, Reznor hizo audiciones para reemplazar a los miembros de la banda en directo que habían abandonado tras los cinco años de pausa entre giras. Jeordie White fue audicionado y reemplazó a Danny Lohner como bajista. White tocó con la banda en la gira de Live: With Teeth y Performance de 2007. Antes de unirse a Nine Inch Nails, White fue integrante de la banda de Marilyn Manson (bajo el pseudónimo de "Twiggy Ramirez") mientras tocaron como teloneros de Nine Inch Nails en la gira Self-Destruct de 1994.
En 2008 se anuncia su regreso con Marilyn Manson. Retoma su labor como bajista del grupo, adoptando al poco tiempo el puesto de guitarrista. Desde aquel momento participó en las grabaciones de los álbumes The High End of Low, Born Villain y el más reciente The Pale Emperor y, por supuesto, en las presentaciones en vivo de la banda.
En junio de 2014, tras la salida de su amigo Fred Sablan, Twiggy vuelve a ser el bajista principal de Marilyn Manson, ingresando Tyler Bates y Paul Wiley como guitarristas.
En el 24 de octubre de 2017, la banda Marilyn Manson anunció a través de un post de Facebook que Twiggy sería expulsado de la agrupación, luego de haber sido acusado de violación por su exnovia Jessicka Adams.

### Acusación de violación
El 21 de octubre de 2017, Jessicka Addams, exnovia de White durante los años 90s y vocalista de la banda Jack Off Jill, publicó en Facebook una grave acusación de violación en su contra, además de acusaciones de abuso físico, emocional y hasta de maltrato animal en el transcurso de su relación.White posteriormente respondió a las acusaciones con el siguiente comunicado: "Recientemente me he enterado de estas acusaciones de hace más de 20 años. No apruebo ningún tipo de relaciones sexuales no consensuadas. Me tomaré un tiempo para pasar con mi familia y me enfocaré en mantener mis ya varios años de sobriedad. Si he causado dolor a quien sea, me disculpo y me arrepiento profundamente."

## Discografía en Marilyn Manson
- Portrait of an American Family (1994)
- Smells Like Children (1995)
- Antichrist Superstar (1996)
- Mechanical Animals (1998)
- Holy Wood (In The Shadow Of The Valley Of Death) (2000)
- Lest We Forget (2004)
- The High End of Low (2009)
- Born Villain (2012)
- The Pale Emperor (2015)
- Heaven Upside Down (2017)

## Canciones escritas en Marilyn Manson
- Scabs, Guns And Peanut Butter
- Irresponsible Hate Anthem
- The Beautiful People
- Dried Up, Tied And Dead To The World
- Tourniquet
- Little Horn
- Deformography
- Wormboy
- Mister Superstar
- Angel With The Scabbed Wings
- Kinderfeld
- Antichrist Superstar
- 1996
- The Reflecting God
- Man That You Fear
- Long Hard Road Out of Hell
- The Suck For Your Solution
- Great Big White World
- The Dope Show
- Mechanical Animals
- Rock is Dead
- Disassociative
- The Speed Of Pain
- Posthuman
- I Want To Disappear
- I Don't Like the Drugs (But the Drugs Like Me)
- New Model No.15
- User Friendly
- The Last Day On Earth
- Coma White
- The Love Song
- Disposable Teens
- Target Audience (Narcissus Narcosis)
- "President Dead"
- In The Shadow Of The Valley Of Death
- Cruci-Fiction In Space
- Lamb Of God
- Born Again
- Burning Flag
- Coma Black
- Valentine's Day
- The Fall Of Adam
- King Kill 33
- Diamonds & Pollen
- Devour
- Pretty As A Swastika
- Leave A Scar
- Four Rusted Horses
- Arma-goddamn-motherfuckin-geddon
- Blank And White
- Running To The Edge Of The World
- I Want To Kill You Like They Do In The Movies
- WOW
- Unkillable Monster
- We're From America
- I Have To Look Up Just To See Hell
- Into The Fire
- 15

## Técnica
Jeordie prefiere usar púa para tocar en vez de usar sus dedos, pero en ocasiones se le ha visto tocando con los dedos, como en los videos The Dope Show, Coma White, The Beautiful People, entre otros.